# Ghiacciaio Graveson
Il ghiacciaio Graveson è un ampio ghiacciaio situato sulla costa di Oates, nella regione nord-occidentale della Dipendenza di Ross, in Antartide. In particolare, il ghiacciaio, il cui punto più alto si trova a circa 1400 m s.l.m., ha origine nella parte centrale dei monti Bowers, e fluisce verso nord-est scorrendo tra il versante orientale dell'estremità meridionale della dorsale degli Esploratori e la parte settentrionale della dorsale Posey fino a unire il proprio flusso a quello del ghiacciaio Lillie formando la cascata di ghiaccio Flensing. Prima di unirsi a quello del Lillie, il flusso del ghiacciaio Graveson è arricchito da quello di diversi suoi tributari, come, da sud a nord, lo Smithson, il McLin, l'Irwin, il Montigny e il Van Loon.

## Storia
Il ghiacciaio Graveson è stato mappato per la prima volta dal reparto settentrionale di una spedizione neozelandese di ricerca geologica in Antartide svoltasi nel 1963-64, i cui membri lo hanno così battezzato in onore dell'ingegnere minerario F. Graveson, che trascorse l'inverno del 1963 alla base Scott e che fu assistente di campo del suddetto reparto.